# Зыков, Валерий Борисович
Вале́рий Бори́сович Зы́ков (24 февраля 1944, Горький) — советский футболист, защитник. Воспитанник юношеских команд горьковских клубов «Локомотив» и «Трудовые резервы». Первый тренер — Лев Новиков. В составе сборной СССР провёл 4 матча. Был в составе команды на чемпионате мира 1970, однако не провёл на этом турнире ни одного матча. Мастер спорта (1967), мастер спорта международного класса (16.08.1972).

## Карьера

### Клубная
Начинал карьеру в горьковской «Волге». В 1966 году перешёл в московское «Динамо», за которое играл до 1975 года, проведя за клуб 213 матчей, забив один гол. Двукратный обладатель Кубка СССР (1967, 1970).

### В сборной
Дебютировал за сборную СССР 6 мая 1970 года в товарищеском матче против Болгарии. Также сыграл два матча за олимпийскую сборную СССР в 1971 году со сборной Нидерландов (4:0 и 0:0).

### Матчи и голы за сборную СССР
| Матчи и голы Зыкова за сборную СССР | Матчи и голы Зыкова за сборную СССР | Матчи и голы Зыкова за сборную СССР | Матчи и голы Зыкова за сборную СССР | Матчи и голы Зыкова за сборную СССР | Матчи и голы Зыкова за сборную СССР | Матчи и голы Зыкова за сборную СССР |
| №                                   | Дата                                | Место                               | Оппонент                            | Счёт                                | Голы                                | Соревнование                        |
| ----------------------------------- | ----------------------------------- | ----------------------------------- | ----------------------------------- | ----------------------------------- | ----------------------------------- | ----------------------------------- |
| 1                                   | 6 мая 1970                          | София, Болгария                     | Болгария                            | 0:0                                 | —                                   | Товарищеский матч                   |
| 2                                   | 30 мая 1971                         | Москва, СССР                        | Испания                             | 2:1                                 | —                                   | Отборочный матч ЧЕ-1972             |
| 3                                   | 7 июня 1971                         | Москва, СССР                        | Кипр                                | 6:1                                 | —                                   | Отборочный матч ЧЕ-1972             |
| 4                                   | 22 сентября 1971                    | Москва, СССР                        | Северная Ирландия                   | 1:0                                 | —                                   | Отборочный матч ЧЕ-1972             |

Итого: 4 матча / 0 голов; 3 победы, 1 ничья, 0 поражений.

## Достижения
- Обладатель Кубка СССР: 1966/67, 1970